# Copytus novaezealandiae
Copytus novaezealandiae är en kräftdjursart som först beskrevs av Brady 1898.  Copytus novaezealandiae ingår i släktet Copytus och familjen Neocytherideidae. Inga underarter finns listade i Catalogue of Life.